# Mill Hill East (metrostation)
Mill Hill East is een station van de metro van Londen aan het uiteinde van een zijtak van de Northern Line. Er ligt slechts één perron met een eenvoudig kopspoor. Het metrostation, dat in 1867 is geopend, ligt in de wijk Mill Hill. Het is het minst gebruikte station van de Northern Line met 1,41 miljoen passagiers in 2019.

## Geschiedenis
In 1861 begon de Edgware, Highgate and London Railway (EH&LR) met de aanleg van een lijn tussen Finsbury Park en Edgware. De Great Northern Railway (GNR) nam de EH&LR kort voor de opening op 22 augustus 1867 over. Deze voorstadslijn door het toenmalige landelijke Middlesex werd aangelegd op een bedding voor dubbelspoor maar kreeg slechts enkelspoor in afwachting van de groei van het verkeer. De aftakking naar High Barnet werd in april 1872 geopend wat aanleiding was om ten zuiden van Finchley Central het spoor te verdubbelen, het tweede spoor tussen Finchley Central en Edgware werd echter nooit gerealiseerd. Het grootste deel van de geschiedenis werd de dienst tussen deze twee stations uitgevoerd als pendeldienst.
In 1923 werden de verschillende spoorwegmaatschappijen gegroepeerd in vier bedrijven waarbij de GNR opging in de LNER. Station Mill Hill werd op 1 maart 1928 omgedoopt in Mill Hill East. 

### Northern Heights
Zowel GNR als LNER hadden regelmatig bezwaar gemaakt tegen plannen om de metro naar het noorden door te trekken. In 1925 gaf de LNER het verzet op toen bleek dat ze geen geld had voor de elektrificatie van haar lijnen. In 1933 werd het OV in Londen genationaliseerd in de London Passenger Transport Board (LPTB), kortweg London Transport. In 1935 presenteerde LPTB het Northern Heights project dat er op neer kwam dat de lijnen van de voormalige EH&LR van de LNER zouden worden overgenomen om ze te integreren in het metronet. De aansluitingen op het metronet zouden bij Finsbury Park en East Finchley komen. De goederendiensten van de LNER werden niet beëindigd en deze zouden tussen de metrodiensten door het spoor blijven gebruiken. In 1938 begon de spoorverdubbeling tussen Finchley Central en Edgware en Mill Hill East werd op 11 september 1939 gesloten in verband met de elektrificatie. Het uitbreken van de Tweede Wereldoorlog op 3 september 1939 leidde tot vertraging van de werkzaamheden aan de lijn. Nadat in april 1940 de metrodienst op de tak naar High Barnet van start ging werd het hele project stilgelegd. Als enige werd, in verband met militaire belangen, het baanvak Finchley Central – Mill Hill East afgebouwd. De Inglis-kazerne ligt vlak bij het station en bovendien was het station ook nuttig voor arbeiders die Halifax-bommenwerpers bouwden in het nieuwe, maar nooit gebruikte, metrodepot in Aldenham, dat na de oorlog als buswerkplaats van London Transport is gebruikt. De elektrische metrodiensten van de Northern Line gingen op 18 mei 1941 van start. Het geplande tweede perron bij Mill Hill East kwam er niet en de dienst bleef een pendeldienst op enkelspoor. 

### Wederopbouw
Na afloop van de oorlog werden er plannen gemaakt om het Northern Heights project te hervatten maar tot uitvoering kwam het niet. Het herstel van oorlogsschade en de verlenging van de Central Line, zowel in het westen als in het oosten, kregen voorrang en legden beslag op de financiële middelen van London Transport. De trajecten van het Northern Heights-plan stonden tot 1950 op de kaarten als in aanbouw zonder dat de werkzaamheden ooit werden hervat. De goederendienst werd tot 1962 voortgezet door British Railways, de rechtsopvolger van LNER.

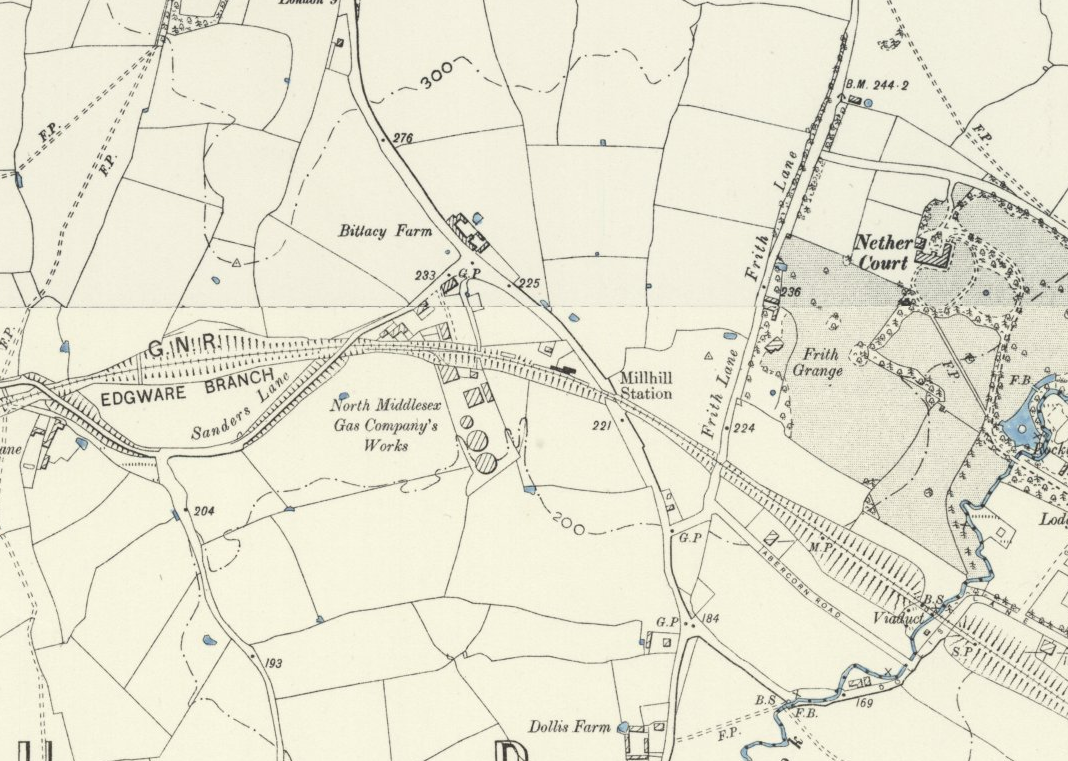
Het station en omgeving in 1896.
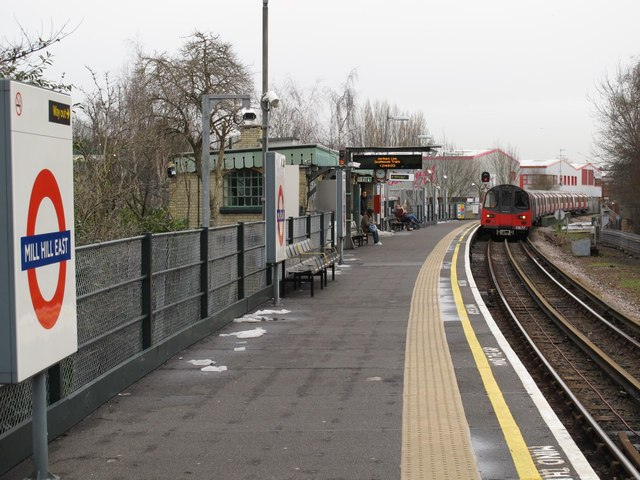
Spoor en perron op 14 februari 2012.
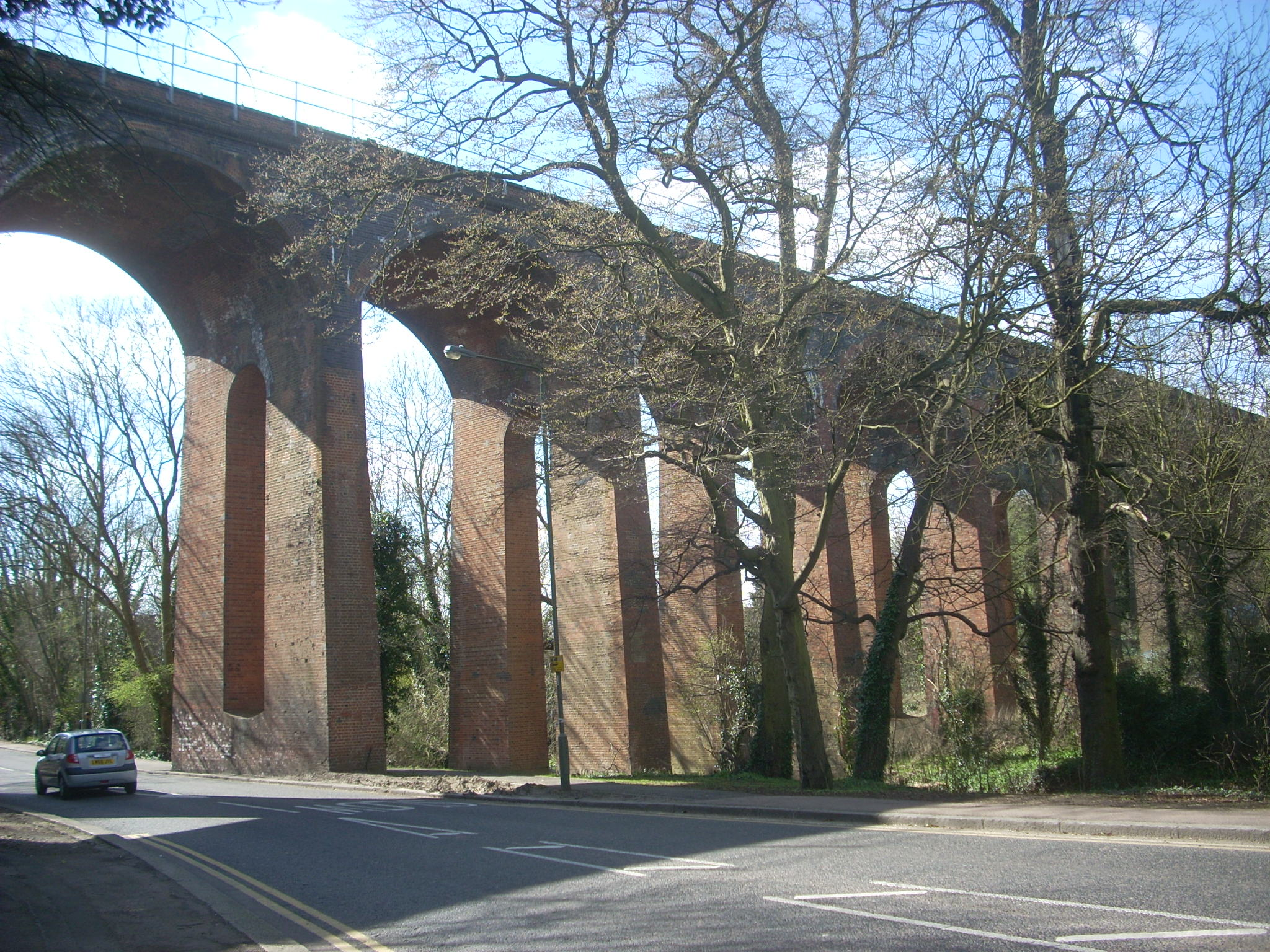
Het Dollis brook viaduct tussen Mill Hill East en Finchley Central.

## Ligging en inrichting
Mill Hill East en Finchley Central zijn de enige twee stations van de EH&LR die hun oorspronkelijke gebouwen hebben behouden. Hierdoor zijn ze een van de oudste delen van de Londense metro, zelfs twintig jaar ouder dan de geboorde tunnels van de City and South London Railway, het eerste deel van de Northern Line. 
Het stationsgebouw op straat niveau is met een trap verbonden met een wachtkamer langs het perron op niveau 1. Aan de westkant van het perron eindigt het spoor bij een stootblok op het talud. Het spoor liep hiervandaan door naar Edgware maar is in 1964 opgebroken. Het tweede spoor lag er tijdens de Tweede Wereldoorlog maar werd daarna weer opgebroken. De ruimte voor dat spoor is duidelijk zichtbaar en ook het viaduct aan de zuidoost kant is geschikt voor dubbelspoor. Tussen Mill Hill East en Finchley Central ligt het hoogste punt van de Londense metro, het Dollis Hill viaduct. In 2007 werd groot onderhoud uitgevoerd waarbij het tegelwerk, de omroepinstallatie en de camerabewaking, werden vernieuwd. Sinds februari 2020 is het station ook rolstoeltoegankelijk door de plaatsing van een lift.

## Reizigersdienst
Het station ligt in Travelcard Zone 4 en staat met een reizigersstroom van 1,41 miljoen per jaar op de 254e plaats van het netwerk.
Sinds oktober 2006 was er tijdens de daluren sprake van een pendeldienst op het enkelspoor tussen Finchley Central en Mill Hill East. De doorgaande metro's in het weekeinde werden stopgezet op 20 mei 2007. Sinds 2014 rijden tijdens de spits rechtstreekse metro's naar Kennington (via Charing Cross) of Morden (via Bank). Sinds 20 september 2021 rijden het grootste deel van de dag rechtstreekse diensten naar Battersea Power Station en Nine Elms 
De frequentie varieert gedurende de dag in het algemeen tussen 11 a 15 minuten tussen 05:44 en 00:56 naar Finchley Central, Battersea Power Station of East Finchley.
Mill Hill East bedient ook Saracens FC op wedstrijddagen wanneer pendelbussen van het station naar een halte op loopafstand van hun stadion, Allianz Park, rijden.

## Fotoarchief
- Station information from Transport for London
- London Transport Museum Photographic Archive Mill Hill station in 1944.